# Командный чемпионат СССР по спидвею 1977

## Высшая Лига
| М | Команда                    | Матч | Очки |
| - | -------------------------- | ---- | ---- |
| 1 | «Турбина», г. Балаково     | 14   | 23   |
| 2 | «Кировец», г. Новосибирск  | 14   | 20   |
| 3 | «Башкирия», г. Уфа         | 14   | 16   |
| 4 | «Жигули», г. Тольятти      | 14   | 16   |
| 5 | «Нева», г. Ленинград       | 14   | 12   |
| 6 | «Восток», г. Владивосток   | 14   | 11   |
| 7 | «Локомотив», г. Даугавпилс | 14   | 8    |
| 8 | «Радуга», г. Ровно         | 14   | 6    |

## Первая лига

### Финал
| М | Команда                    | Матч | Очки |
| - | -------------------------- | ---- | ---- |
| 1 | «Горняк», г. Шахты         | 3    | 4    |
| 2 | «Нефтяник», г. Октябрьский | 3    | 2    |
| 3 | «Восход», г. Вознесенск    | 3    | 2    |
| 4 | «Вятка», г. Вятские Поляны | 3    | 0    |

### 1 зона
| М | Команда                  | Матч | Очки |
| - | ------------------------ | ---- | ---- |
| 1 | «Горняк», г. Шахты       | 24   | 42   |
| 2 | «Восход», г. Вознесенск  | 24   | 32   |
| 3 | «Тайфун», г. Элиста      | 24   | 27   |
| 4 | «Центр», г. Москва       | 24   | 26   |
| 5 | «Шахтёр», г. Червоноград | 24   | 14   |
| 6 | «Электрон», г. Черкесск  | 24   | 13   |
| 7 | «Арциви», г. Тбилиси     | 24   | 6    |

### 2 зона
| М | Команда                    | Матч | Очки |
| - | -------------------------- | ---- | ---- |
| 1 | «Нефтяник», г. Октябрьский | 24   | 42   |
| 2 | «Вятка», г. Вятские Поляны | 24   | 30   |
| 3 | «Урал», г. Стерлитамак     | 24   | 27   |
| 4 | «Салават», г. Салават      | 24   | 15   |
| 5 | «Кузбасс», г. Кемерово     | 24   | 12   |
| 6 | «Урожай», г. Мелеуз        | 24   | 10   |
| 7 | «Луч», г. Фергана          | 24   | 2    |

## Медалисты
| «Турбина», г. Балаково    | Вал. Гордеев, В.Кубанов, В.Калмыков, А.Миклашевский, А.Ухов, С.Дюжев, С.Денисов, В.Панькин, Н.Симонов, В.Яшков, В.Михайлов, Вл. Гордеев               |
| «Кировец», г. Новосибирск | В.Кузнецов, Ю.Дубинин, В.Кочетов, В.Пазников, А.Павлюченко, А.Суханов, Г.Щербинин, А.Смышляев, В.Клычков, В.Бибанин, П.Беляев, С.Конищев              |
| «Башкирия», г. Уфа        | М.Старостин, Н.Корнев, А.Халявин. Г.Куриленко, А.Сухов, Ш.Нигматуллин, О.Рахимов, И.Токмаков, З.Гафуров, А.Радкевич, Н.Кабанов, В.Николаев, Р.Еникеев |